# Visconde de Penedo
Visconde de Penedo é um título nobiliárquico criado por D. Luís I de Portugal, por Decreto de 10 de Junho de 1885, em favor de António José Antunes Sobrinho.
Titulares
1. António José Antunes Sobrinho, 1.º Visconde de Penedo.